# Bazzania stolonifera
Bazzania stolonifera là một loài rêu tản trong họ Lepidoziaceae. Loài này được (Sw.) Trevis. miêu tả khoa học lần đầu tiên năm 1877.